# Sverigeflyg
Sverigeflyg – jedna ze nieistniejących szwedzkich tanich linii lotniczych z siedzibą w Sztokholmie – Bromma Airport. Wspólnie z lokalnymi inwestorami Sverigeflyg liczy pięć lokalnych linii lotniczych: Blekingeflyg, Gotlandsflyg, Kalmarflyg, Kullaflyg i Sundsvallsflyg. Przewodniczącym rady nadzorczej był Pigge Werkelin, zaś prezesem był Michael Juniwik. Sverigeflyg jest częścią ELFAA.